# 錫達城 (猶他州)

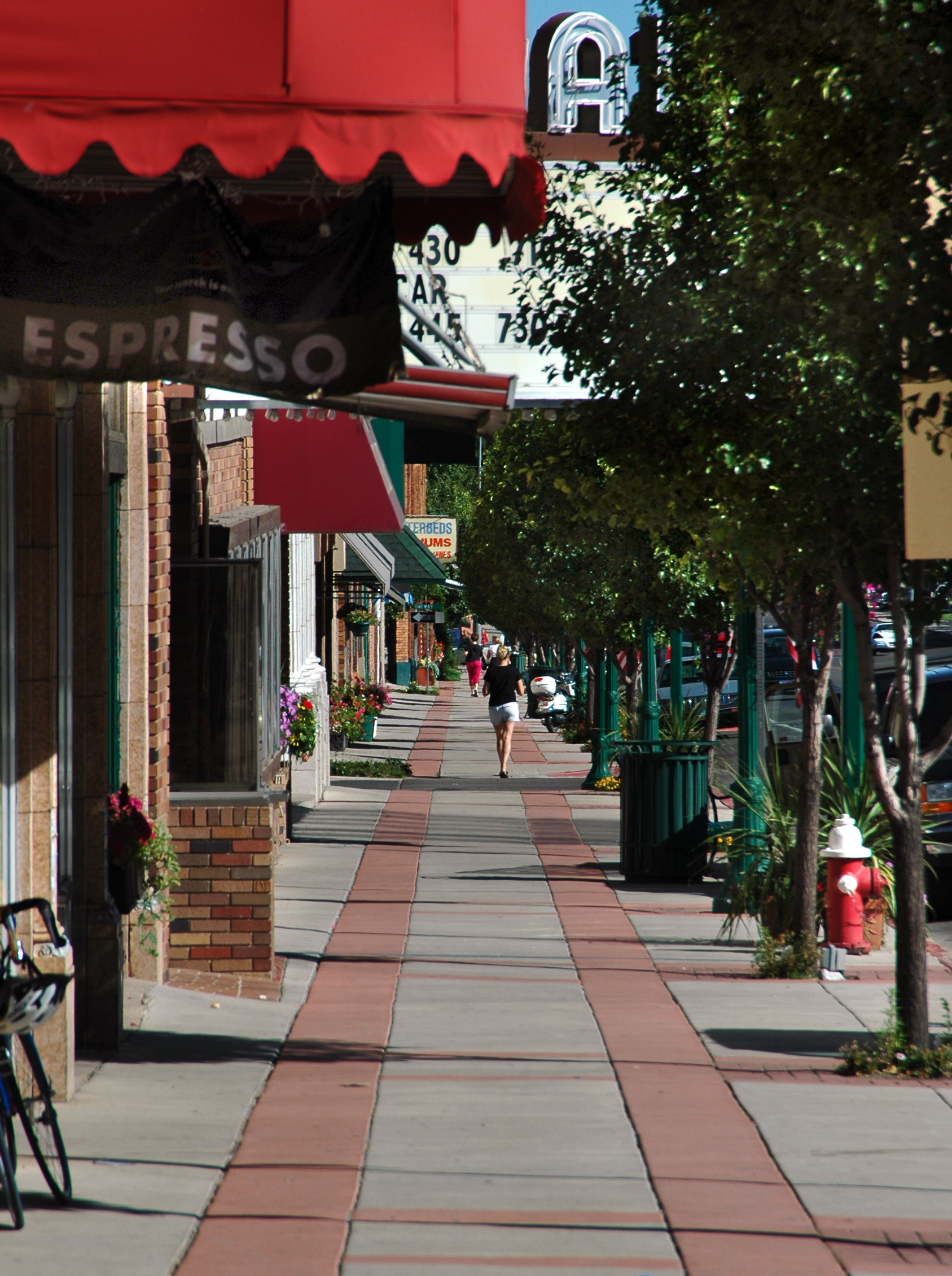
錫達城具有历史意义的市中心

錫達城是美国犹他州艾昂郡的一個城市，位於15號州際公路鹽湖城南方250英里之處。南猶他州立大學位於該市，而猶他莎翁戲劇節（Utah Shakespearean Festival）亦在此舉行。根據美國2000年的普查，該市有人口20527人，到了2015年時有3万人。
該市由 John M. Macfarlane 所建立，並且原先由一群從艾昂縣縣治 Parowan（帕羅宛）來的定居者開拓，成為一處鋼鐵工業地。此處原來名為 Fort Cedar（雪松堡），因著當地有許多樹（實際上是一種檜狀植物、杜松樹）而得名。1855年在楊百翰的建議下，一個新的、在離開 Coal Creek（煤炭溪）的氾濫區、靠近鋼鐵工作地的地區建立起來。現今的該市即在此處。
鋼鐵工作區在1858年的時候關閉，但是挖掘鐵礦的產業仍在該地直到1980年代。於1923年鐵路連接完成後，此地成為一個遊客進入附近國家公園的進入點之一。